# Paulicianen

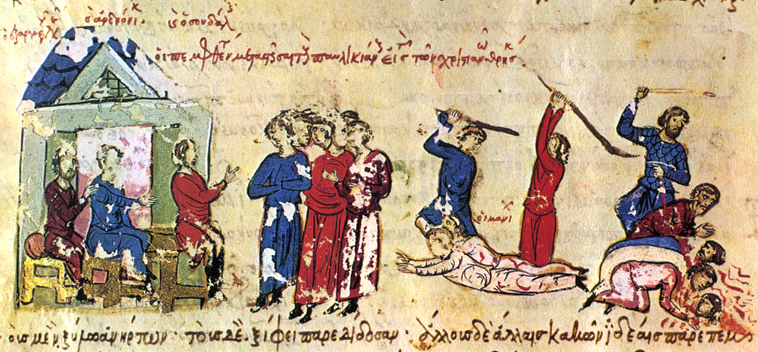
Moordpartijen op de paulicianen in 843. Afbeelding uit de Madrileense kroniek van Skylitzes

Het paulicianisme was een christelijke beweging die tussen het midden van de zevende eeuw en eind negende eeuw aanwezig was in het oostelijk deel van het Byzantijnse Rijk en met name in Armenië. Vanaf eind negende eeuw waren er paulicianen aanwezig in Zuid-Italië en vooral op de Balkan
De meest gehanteerde aanname is dat de naam ontleend is aan Paulus van Samosata die van 260 tot 268 bisschop van Antiochië was. In de antieke bronnen worden de opvattingen van Paulus beschreven als een vorm van adoptianisme. In die opvatting  was Jezus bij zijn geboorte slechts een gewoon mens. Hij werd in die hoedanigheid door God geselecteerd vanwege een voorbeeldig leven en zou pas bij zijn doop in de Jordaan de Zoon van God geworden zijn. Een andere aanname is dat de naam ontleend is aan de apostel Paulus. 
De stichter van de beweging was een zekere Constantijn die de naam  Sylvanus aannam. Omstreeks 660 stichtte hij de eerste geloofsgemeenschappen van paulicianen. Omstreeks 685 werd hij beschuldigd van ketterij en gestenigd. Waarschijnlijk is de steniging later verzonnen om een parallel te creëren met de dood van de eerste martelaar Stefanus. 

## Byzantijnse en Armeense bronnen
In de Griekse, Byzantijnse, bronnen wordt het paulicianisme beschreven als een gnostische beweging. De belangrijkste van die bronnen zijn geschriften van de patriarch Photius I en Petrus Siculus, ook wel Petrus van Sicilië. In veel van de Byzantijnse bronnen worden de paulicianen als manicheeërs benoemd. Zij zouden een radicaal dualisme aanhangen met een geloof in een scheppergod die verantwoordelijk was voor het creëren van het universum waaronder de aarde en alles wat daarop leeft en een verborgen onkenbare god van de toekomst. In die bronnen zijn de paulicianen aanhangers van de leer van het docetisme. De essentie daarvan was de overtuiging dat Jezus Christus slechts een schijnbare lichamelijkheid bezat. Het gevolg daarvan was, dat zij het lijden en sterven van Christus tijdens de kruisiging verwerpen. De goddelijke Christus had het aardse lichamelijk omhulsel van Jezus reeds daarvoor verlaten. De paulicianen zouden het gehele Oude Testament verwerpen en slechts een deel van het Nieuwe Testament aanvaarden 
Tot in de twintigste eeuw hebben die Byzantijnse bronnen het beeld over het paulicianisme bepaald. Pas in die eeuw kwam er enige aandacht voor Armeense bronnen. De bekendste en meest uitgebreide Armeense bron is De sleutel tot de waarheid, een tekst die in 1893 in een bibliotheek in Etsjmiadzin door Frederick Cornwallis Conybeare werd ontdekt. Conybeare was hoogleraar godsdienstwetenschap aan de universiteit van Oxford. Het gevonden manuscript dateert uit 1782 en was geschreven in Oudarmeens. Volgens Conybeare was het een kopie van een veel oudere tekst die van omstreeks 800 zou moeten dateren. In 1898 publiceerde Conybeare een Engelse vertaling. 
Deze tekst geeft een ander beeld van de theologische opvattingen van de paulicianen. Het bevat geen inhoud op grond waarvan aangenomen kan worden dat het paulicianisme gnostische of manichese opvattingen had. Het voor beide religies kenmerkende element van het verwerven van gnosis ontbreekt geheel. De tekst spreekt vele malen over Jezus als de  enig geboren zoon van God, een notie die zich niet verhoudt met een vorm van adoptianisme. In die tekst wordt het Oude Testament slechts een beperkt aantal malen genoemd, maar niet in de zin dat het verworpen zou worden. Volgens die tekst zouden de paulicianen de vier canonieke evangeliën wel aanvaarden alsmede in ieder geval de brieven van Paulus. Conybeare was van opvatting, dat er geen sprake was van enig dualisme, maar dat de kern van hun opvatting lag in het ontkennen van de Drie-eenheid van God. Het wordt uit die tekst ook duidelijk, dat de paulicianen  het dopen van kinderen verwierpen en zich keerden tegen iedere vorm van verering van iconen. Paulicianen worden in de tekst verder  beschreven als een groepering met vooral zeden en gebruiken die in de eerste eeuwen van het christendom bij meerdere baptistische groeperingen voortkwamen. 
Het probleem bij de beschrijving van opvattingen van de paulicianen is de onverenigbaarheid van de Griekse en Armeense bronnen. Armeense historici hebben de neiging om in hun werk zo dicht mogelijk bij de beschrijvingen in Armeense bronnen te blijven. Westerse historici zijn van mening dat de opvattingen zoals verwoord in de gevonden kopie van  De sleutel tot de waarheid  voor een deel het resultaat zijn van latere theologische ontwikkelingen die dateren van na de elfde eeuw. Een meerderheid van westerse historici is echter ook van opvatting, dat, in tegenstelling tot de Byzantijnse bronnen, er in het paulicianisme geen sprake is van gnostische dan wel manichese noties. Een dualistische opvatting wordt echter voor reëel gehouden.

## Paulicianen als militaire macht
In het Byzantijnse rijk waren er voor de paulicianen zowel perioden van vervolging als tolerantie. Het rijk werd in de periode tussen midden achtste en midden negende eeuw beheerst door de strijd om het iconoclasme. In de achtste eeuw was sprake van vervolging in de perioden van de keizers Constantijn IV en Justinianus II. Onder keizers die zich tegen de iconenverering keerden, zoals Leo III, werd het paulicianisme meestal getolereerd. Paulicianen dienden ook in het Byzantijnse leger. 
Als in de negende eeuw de vervolgingen weer toenemen zijn de paulicianen dan ook in staat tot aanzienlijk militair verzet. Onder hun  religieuze leider Sergius, ook wel Tychicus, organiseerden zij een aantal opstanden, waaronder enkele in samenwerking met Arabische strijdkrachten. Het gevolg is dat de regentes Theodora II, een aanhanger van gebruik van iconen in de kerk, een massale vervolging van paulicianen beval. In 843 zouden bij pogroms 100.000 paulicianen omgebracht zijn. De militaire leider van de paulicianen, Karbeas, vluchtte met ongeveer 5000 man naar het door de Arabieren beheerste Militene. Met hun hulp stichtte hij een staat nabij Tephrike aan de bovenloop van de Eufraat. Vanuit dat gebied voerde hij regelmatig invallen uit op Byzantijns gebied in Klein-Azië. Die staat werd in 872 of 878 vernietigd door het Byzantijnse leger. 
Enkele groepen paulicianen vluchtten naar islamitisch gebied en wisten zich daar tot begin twaalfde eeuw te handhaven. In meerdere bronnen van kruisvaarders wordt melding gemaakt van contingenten paulicianen in islamitische strijdkrachten. De nog resterende groepen worden overgebracht naar de Balkan en Zuid-Italië om dienst te doen in het Byzantijnse leger. Georgios Maniakes, de Byzantijnse katapanos van Italië, had een contingent van paulicianen in zijn strijdmacht tijdens de campagne in Sicilië van 1038-1041. In 1081 vocht een regiment van 3000 paulicianen in dienst van Alexios I in de  slag bij Dyrrhachium tegen de Normandiërs. 
Op de Balkan waren de meeste paulicianen gevestigd in het gebied van het huidige Bulgarije. Er zijn daar geen vervolgingen van hen bekend. Er waren ook na de verovering van het gebied door het Ottomaanse Rijk nog zelfstandige religieuze gemeenschappen van paulicianen. De apostolisch visitator Pietro Cedolini bezocht in opdracht van paus Gregorius XIII rond 1580 het gebied tussen Plovdiv en Nikopol. Hij trof daar ongeveer vijftien dorpen aan waarin mensen zich als paulicianen benoemden. In zijn rapport maakte hij melding van opvattingen als een grote verering voor de apostel Paulus, het weigeren van de doop met water, het verwerpen van alle religieuze afbeeldingen en een grote afkeer van de Bulgaars-Orthodoxe Kerk. Hierna verdwijnen de paulicianen uit beeld. 